# Ugolino di Prete Ilario
Ugolino di Prete Ilario (Siena, 1330 circa – 1404) è stato un pittore italiano.

## Biografia

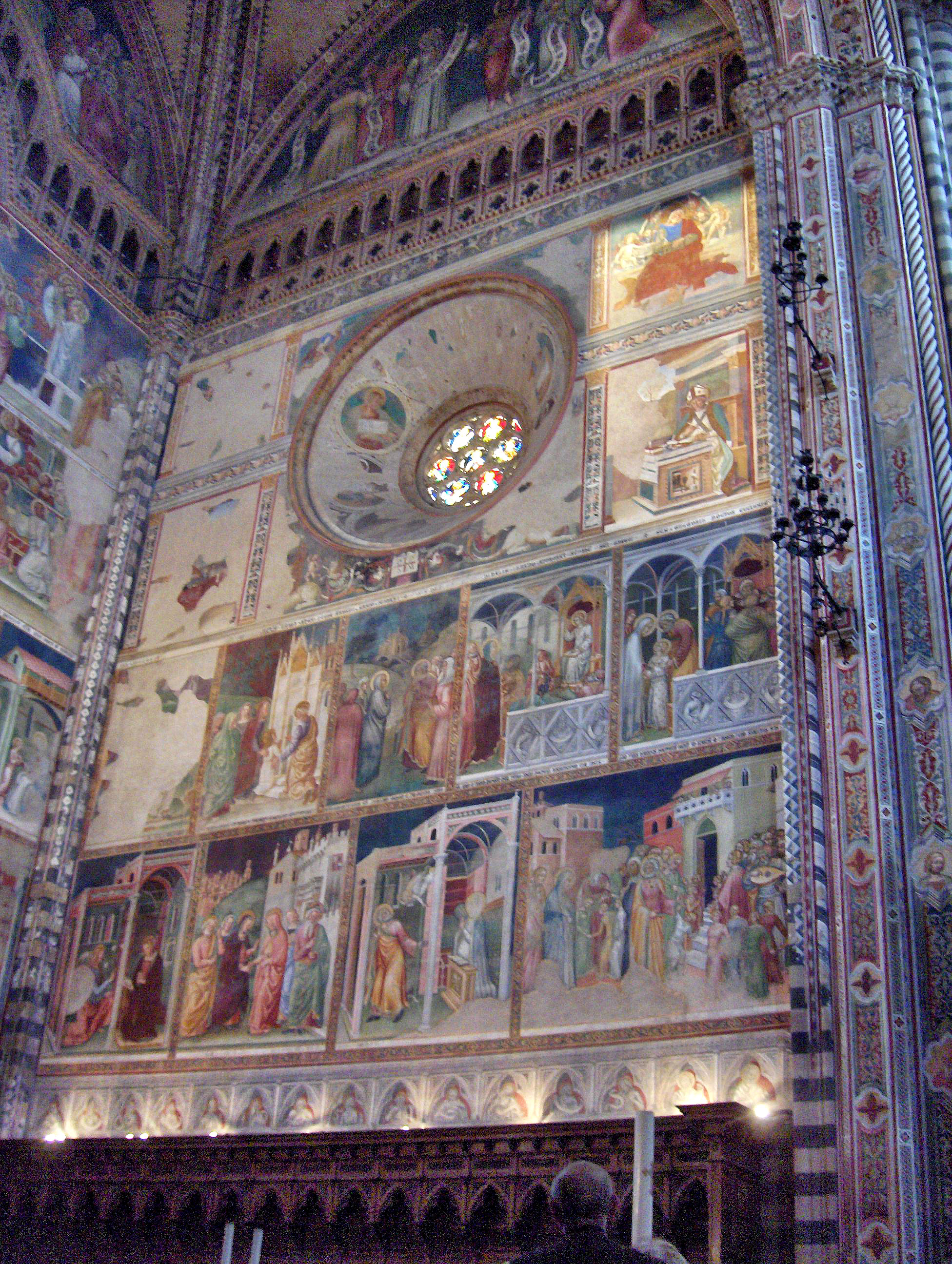
Affreschi della tribuna del duomo di Orvieto

Ugolino di Prete Ilario si formò artisticamente a Siena sotto l'influenza di Ambrogio Lorenzetti, influenza che fu talmente importante che lo stesso Vasari attribuì erroneamente al Lorenzetti alcune opere di Ugolino.
La sua opera di pittore e mosaicista è documentata principalmente a Orvieto dove lavorò tra il 1357 e il 1384 alle vaste decorazioni commissionategli per il duomo, insieme a diversi aiutanti tra cui Cola Petruccioli, Piero di Puccio e Andrea di Giovanni. Tra i suoi allievi ci fu anche Francesco di Antonio.
A Orvieto svolse anche incarichi civici: servì come uno dei Sette Signori negli anni 1365, 1382 e 1384.

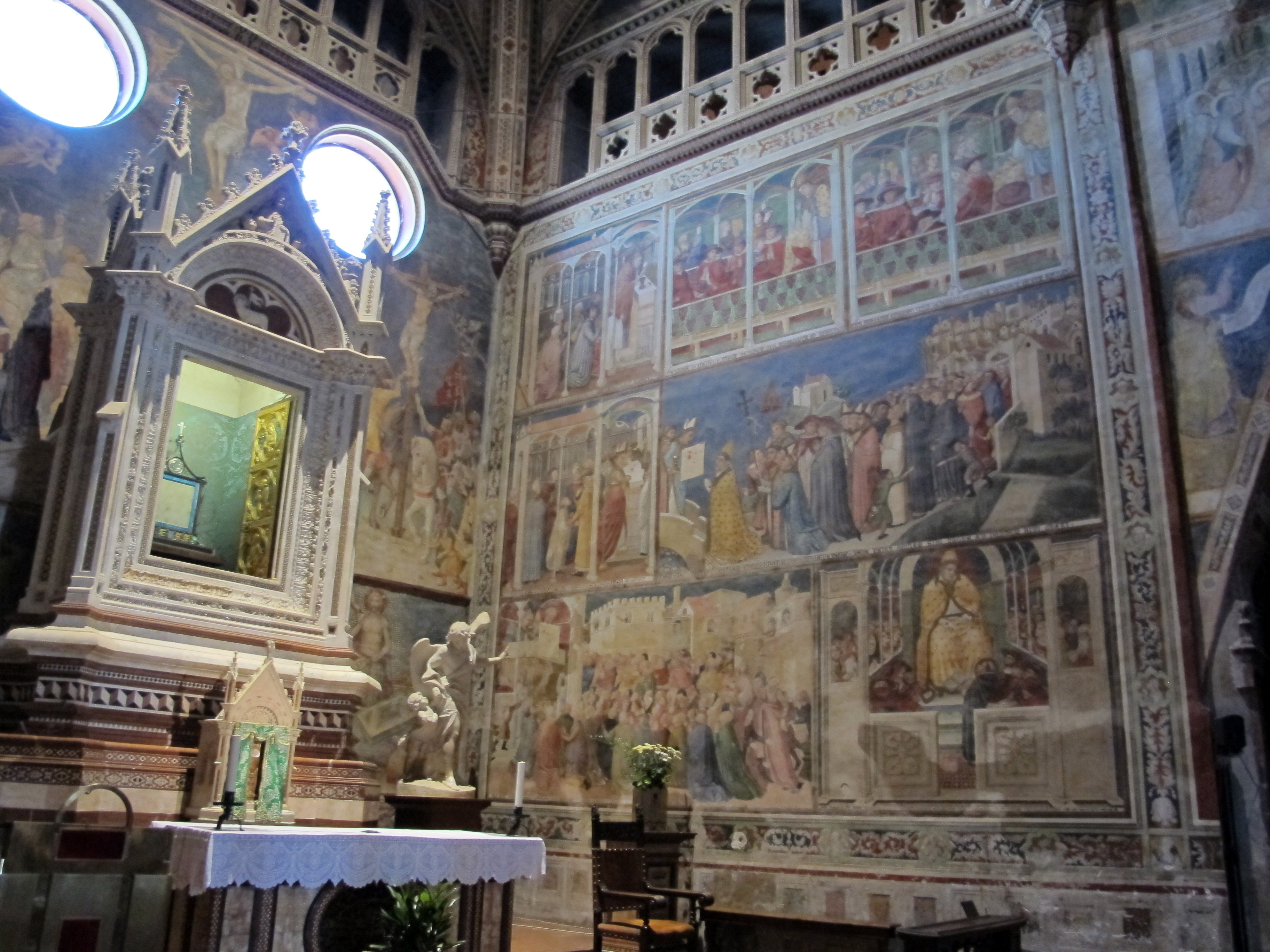
Affreschi della Cappella del Corporale del duomo di Orvieto

## Opere
- Affreschi della cappella del Corporale (1357-1364), duomo di Orvieto.
- Affreschi della tribuna (1370-1384), duomo di Orvieto.
- Mosaici della facciata, duomo di Orvieto.
- I quattro Evangelisti, una Annunciazione e una Adorazione dei pastori, Chiesa di San Giovenale, Orvieto.